# La Venganza de los Ex Brasil (temporada 6)
Artículo Principal: Vacaciones con los Ex (Brasil)
La sexta temporada de La Venganza de los Ex Brasil, un programa de televisión brasileño de telerrealidad se estrenó en MTV Brasil el 21 de mayo de 2020. 
Cuenta con el regreso de Matheus Crivella de la cuarta temporada, esta vez, como miembro original del reparto, al igual que Scarlat Cióla de la segunda temporada. Es la primera temporada en contar con un miembro masculino del reparto abiertamente LGBT. Se filmó en Jericoacoara, Ceará, del 28 de enero al 20 de febrero de 2020.

## Reparto
La lista oficial del elenco se publicó el 14 de febrero de 2020. Incluye a cinco hombres solteros: Caio Cabral, Igor Adamovich, João Hadad, Matheus Crivella y Rafael Vieira, y cinco mujeres solteras: Bárbara Morais, Flávia Caroline, Jéssica Marisol, Mayara Cardoso y Mina Winkel.
- Negrita indica a los participantes originales, el resto son denominados como "ex".

| Episodios | Nombre            | Edad | Procedencia         | Ex                                          |
| --------- | ----------------- | ---- | ------------------- | ------------------------------------------- |
| 12        | Bárbara Morais    | 24   | Natal               | Arthur Muniz, Jarlles Gois                  |
| 12        | Caio Cabral       | 22   | Säo Paulo           | Scarlat Ciola                               |
| 12        | Flávia Caroline   | 24   | Santo André         | Victor Padula                               |
| 12        | Igor Adamovich    | 26   | Río de Janeiro      | N/A                                         |
| 12        | Jéssica Marisol   | 30   | Juiz de Fora        | N/A                                         |
| 12        | João Hadad        | 22   | Guarapari           | Larissa Cozer, Rebecca Diniz                |
| 12        | Matheus Crivella  | 27   | Río de Janeiro      | Camilla Costa, Scarlat Ciola                |
| 12        | Mayara Cardoso    | 25   | Río de Janeiro      | Natan Amorim                                |
| 12        | Mina Winkel       | 30   | Pelotas             | Diego Poggetti                              |
| 12        | Rafael Vieira     | 30   | Säo Paulo           | Matheus Magalhães                           |
|           |                   |      |                     |                                             |
| 12        | Rebecca Diniz     | 27   | Vitória             | João Hadad                                  |
| 5         | Diego Poggetti    | 24   | São Lourenço do Sul | Mina Winkel                                 |
| 11        | Camilla Costa     | 25   | Río de Janeiro      | Matheus Crivella                            |
| 10        | Victor Padula     | 27   | Säo Paulo           | Flávia Caroline                             |
| 9         | Jarlles Gois      | 32   | São José do Seridó  | Barbara Morais                              |
| 8         | Scarlat Cióla     | 25   | Säo Paulo           | Caio Cabral, Matheus Crivella, Rafael Dutra |
| 7         | Matheus Magalhães | 31   | Presidente Prudente | Leo Lacerda, Rafael Vieira                  |
| 1         | Regina            |      | Río de Janeiro      | N/A                                         |
| 6         | Natan Amorim      | 29   | Río de Janeiro      | Mayara Cardoso                              |
| 5         | Larissa Cozer     | 25   | Vitória             | João Hadad                                  |
| 4         | Leo Lacerda       | 25   | Säo Paulo           | Matheus Magalhães                           |
| 3         | Rafael Dutra      | 24   | Säo Paulo           | Scarlat Cióla                               |
| 2         | Arthur Muniz      | 26   | Natal               | Bárbara Morais                              |
| 1         | MC Rebecca Alves  | 22   | Río de Janeiro      | N/A                                         |

### Duración del reparto
| Nombre    | Episodios | Episodios | Episodios | Episodios | Episodios | Episodios | Episodios | Episodios | Episodios | Episodios | Episodios | Episodios |
| Nombre    | 1         | 2         | 3         | 4         | 5         | 6         | 7         | 8         | 9         | 10        | 11        | 12        |
| --------- | --------- | --------- | --------- | --------- | --------- | --------- | --------- | --------- | --------- | --------- | --------- | --------- |
| Bárbara   |           |           |           |           |           |           |           |           |           |           |           |           |
| Caio      |           |           |           |           |           |           |           |           |           |           |           |           |
| Flávia    |           |           |           |           |           |           |           |           |           |           |           |           |
| Igor      |           |           |           |           |           |           |           |           |           |           |           |           |
| Jéssica   |           |           |           |           |           |           |           |           |           |           |           |           |
| João      |           |           |           |           |           |           |           |           |           |           |           |           |
| Matheus C |           |           |           |           |           |           |           |           |           |           |           |           |
| Mayara    |           |           |           |           |           |           |           |           |           |           |           |           |
| Mina      |           |           |           |           |           |           |           |           |           |           |           |           |
| Rafael V  |           |           |           |           |           |           |           |           |           |           |           |           |
|           |           |           |           |           |           |           |           |           |           |           |           |           |
| Rebecca D |           |           |           |           |           |           |           |           |           |           |           |           |
| Diego     |           |           |           |           |           |           |           |           |           |           |           |           |
| Camilla   |           |           |           |           |           |           |           |           |           |           |           |           |
| Victor    |           |           |           |           |           |           |           |           |           |           |           |           |
| Jarlles   |           |           |           |           |           |           |           |           |           |           |           |           |
| Scarlat   |           |           |           |           |           |           |           |           |           |           |           |           |
| Matheus M |           |           |           |           |           |           |           |           |           |           |           |           |
| Regina    |           |           |           |           |           |           |           |           |           |           |           |           |
| Natan     |           |           |           |           |           |           |           |           |           |           |           |           |
| Larissa   |           |           |           |           |           |           |           |           |           |           |           |           |
| Leo       |           |           |           |           |           |           |           |           |           |           |           |           |
| Rafael D  |           |           |           |           |           |           |           |           |           |           |           |           |
| Arthur    |           |           |           |           |           |           |           |           |           |           |           |           |
| Rebecca A |           |           |           |           |           |           |           |           |           |           |           |           |

1. 1 2  Regina llegó al programa no como una ex, sino como la madre de Igor.
2. 1 2  Rebecca de la quinta temporada, hizo una aparición debido a su trabajo como cantante.

## Actuaciones musicales
| Fecha               | Artista       | Episodio    | Ref.  |
| ------------------- | ------------- | ----------- | ----- |
| 16 de julio de 2020 | Kevin o Chris | Episodio 9  | [ 4 ] |
| 30 de julio de 2020 | MC Rebecca    | Episodio 11 | [ 5 ] |
| 6 de agosto de 2020 | Matuê         | Episodio 12 | [ 6 ] |

## Episodios
| N.º (total) | N.º (temp.) | Título        | Estreno original    |
| ----------- | ----------- | ------------- | ------------------- |
| 57          | 1           | «Episodio 1»  | 21 de mayo de 2020  |
| 58          | 2           | «Episodio 2»  | 28 de mayo de 2020  |
| 59          | 3           | «Episodio 3»  | 4 de junio de 2020  |
| 60          | 4           | «Episodio 4»  | 11 de junio de 2020 |
| 61          | 5           | «Episodio 5»  | 18 de junio de 2020 |
| 62          | 6           | «Episodio 6»  | 25 de junio de 2020 |
| 63          | 7           | «Episodio 7»  | 2 de julio de 2020  |
| 64          | 8           | «Episodio 8»  | 9 de julio de 2020  |
| 65          | 9           | «Episodio 9»  | 16 de julio de 2020 |
| 66          | 10          | «Episodio 10» | 23 de julio de 2020 |
| 67          | 11          | «Episodio 11» | 30 de julio de 2020 |
| 68          | 12          | «Episodio 12» | 6 de agosto de 2020 |

## Controversia y censura
Mientras el programa se encontraba al aire, MTV fue criticado por los medios de comunicación, espectadores y los miembros del reparto por censurar las escenas de sexo entre parejas homosexuales en dos episodios, mientras que las escenas de relaciones sexuales entre parejas heterosexuales se dejaron sin censura. Durante el sexto episodio, los miembros del reparto Rafa Vieira y Jarlles Góis pasaron la noche juntos en uno de los dormitorios, y luego, por segunda vez, en el noveno episodio, cuando Jarlles Góis y Leo Lacerda fueron a la "Master Suite".
La decisión del canal generó acusaciones de uso de doble moral, homofobia y cuestionamiento de la autenticidad del activismo social (con el sexto episodio transmitido por primera vez el 25 de junio de 2020, durante el mes del Orgullo LGBT , ampliamente promocionado y celebrado durante las pausas comerciales. en programación MTV ).  Después de una serie de quejas de la audiencia, durante el décimo y undécimo episodio se mostraron escenas íntimas de una pareja gay.